# البوذية في اليابان

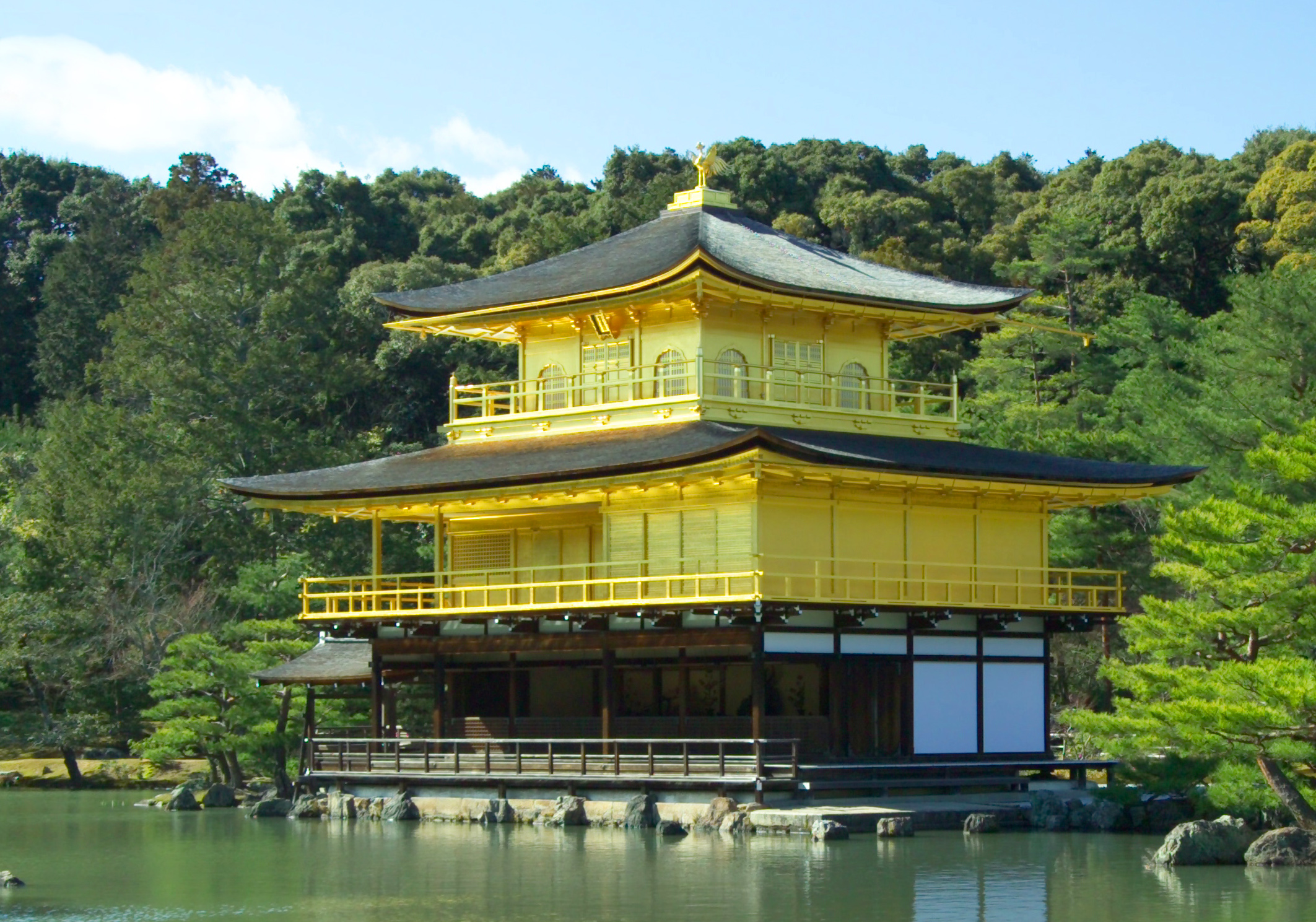
كينكاكو جي في كيوتو.

جاءت البوذية إلى اليابان 仏教 (bukkyō) من الصين وكوريا في القرن الخامس والسادس الميلاديين، وهي متأثرة بشدة بالبوذية الصينية والكورية لكونهما الأصل الذي استقت منه هذه الديانة بالإضافة إلى تأثرها بالديانة الشنتوية اليابانية التي سبقتها منذ عهود قديمة.
يمكن تقسيم تاريخ البوذية اليابانية إلى ثلاث فترات، فترة نارا (حتى 784)، وفترة هيان (794-1185)، وفترة ما بعد هيان (من 1185). شهدت كل فترة إدخال مذاهب جديدة أو تطور مدارس موجودة في ذلك الوقت، ما توّلد منه ثلاث تيارات كبرى للبوذية اليابانية: حنايا، ماهانا، وفاجريانا (طريق الماس).

## المدارس الرئيسية الثلاثة عشر للبوذية اليابانية

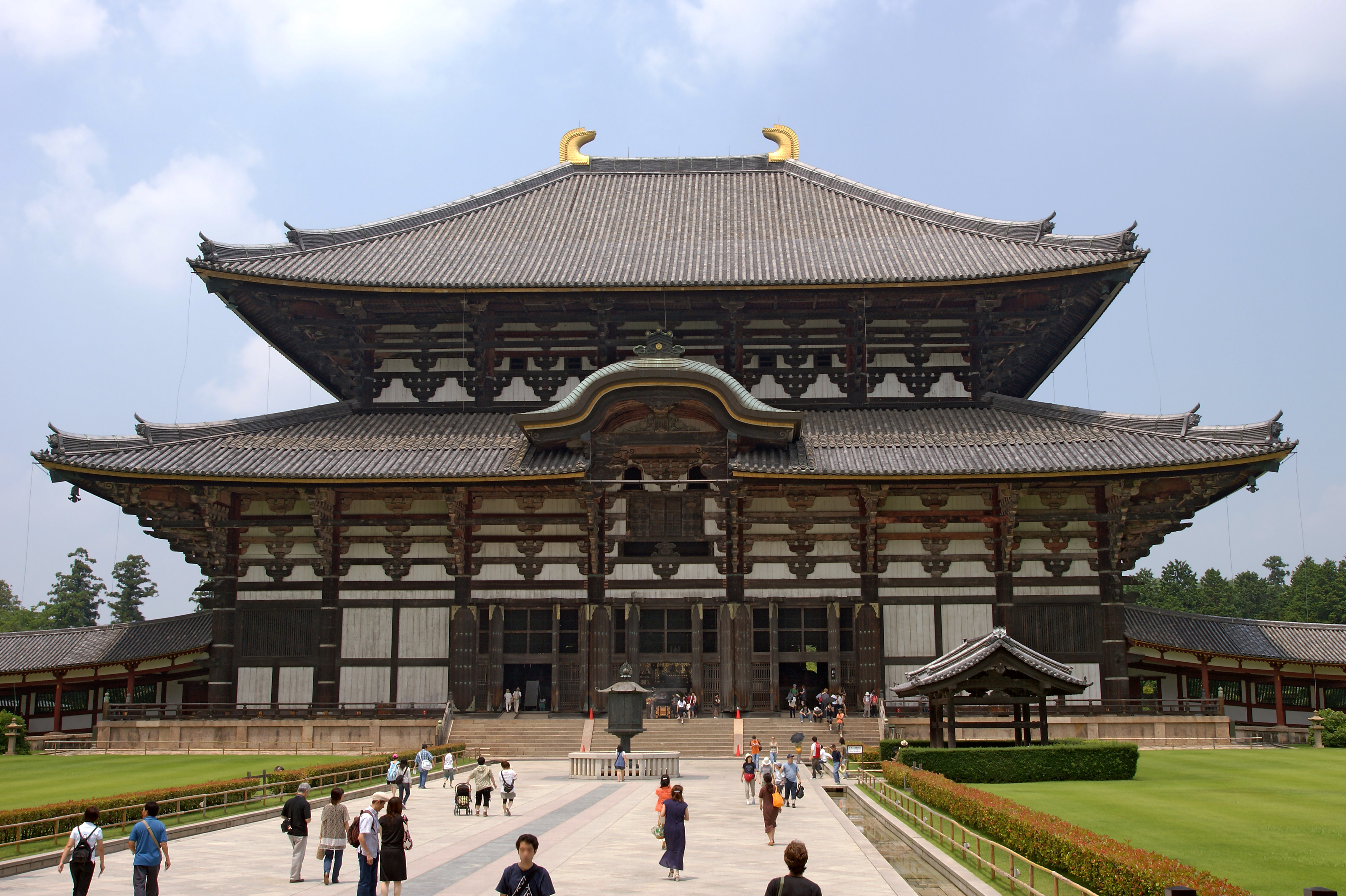
Tōdai-ji ، أعلى معبد في كيغون.

توجد اليوم ثلاثة عشرة مدرسة رئيسية (宗 shū) للبوذية في اليابان مقسمة حسب الحقبة التي أنشأت فيها:

## عصر نارا
- - هوسو Hossō: مدرسة Dharmalaksana
  - كيغون Kegon: مدرسة زهرة جارلاند، زخرفة الزهور.
  - ريتسو Ritsu: مدرسة المفاهيم

## فترة هييان
- - تنداي Tendai: مدرسة جبل تيانتاى Tiantai (الجبل الصيني حيث يقع معبد التأسيسي)
  - شينغون Shingon: مدرسة الكلمة الحقيقية (مانترا باللغة اليابانية) تسمى أحيانًا أخرى داراني شو dharani shu (مدرسة الدارانية dharanis)

## فترة كاماكورا
- - *مدرسة النشيرين Nichiren : مدرسة Nichiren Bonsai («لوتس الشمس»)، وأحيانًا تسمى أيضًا مدرسة الهوكي Hokke («زهرة القانون»).
  - المدارس المستوحاة من الأرض النقية (التي تسمى غالبًا بالوسطية، المسماة أميدا بوذا):
    - ***جودو Jōdo: مدرسة الأرض النقية أو الطاهرة.
    - ***جودو شين Jōdo shin: مدرسة الأرض الطاهرة الحقيقية.
    - ***Yūzū nenbutsu: مدرسة الاهتمام المتبادل مع بوذا (nenbutsu هو في الواقع استدعاء بوذا أميدا Amida).
    - ***مدرسة جي Ji: مدرسة الساعة.

  - *مدارس الزن Zen ، تأسست على مبدأ «التأمل الصامت» (على الرغم من أن مصطلح Zen، غير قابل للترجمة تقريبًا، ولا يفترض أي موضوع تأملي):
    - ***مدرسة رينزاي Rinzai ، مدرسة الرهبان البوذيين الصينيين الملقبين بلين جي Linji
    - ***مدرسة سوتو Sōtō ، مدرسة الرهبان الصينيين كوشان بنجي (Cao-S Dong) و Dongshan Liangjie (Dong-Tō)
    - ***مدرسة أوباكو Ōbaku ، مدرسة جبل Huangbo (الجبل الصيني حيث يقع المعبد التأسيي). ومتأثرة بمدرسة الأرض الطاهرة.

معظم هذه المدارس مستلهمة وآخذة مبادئها من بوذية المهايانا؛ فقط مدرسة ريتسو استقت مذهبها من من بوذية هينايانا، ومدرسة شينغون من تيار فاجريانا ومدرسة تنداي بين ماهايانا وفاجريانا.
من هذه المدارس الثلاثة عشر تنحدر قالب:Japonais الستة وخمسون المتواجدة اليوم في اليابان؛ والمشهورة منها هي المدارس من حقبة كاماكورا، وشينغون من حقبة هييان.

## التأريخ

### حقبة ياماتو

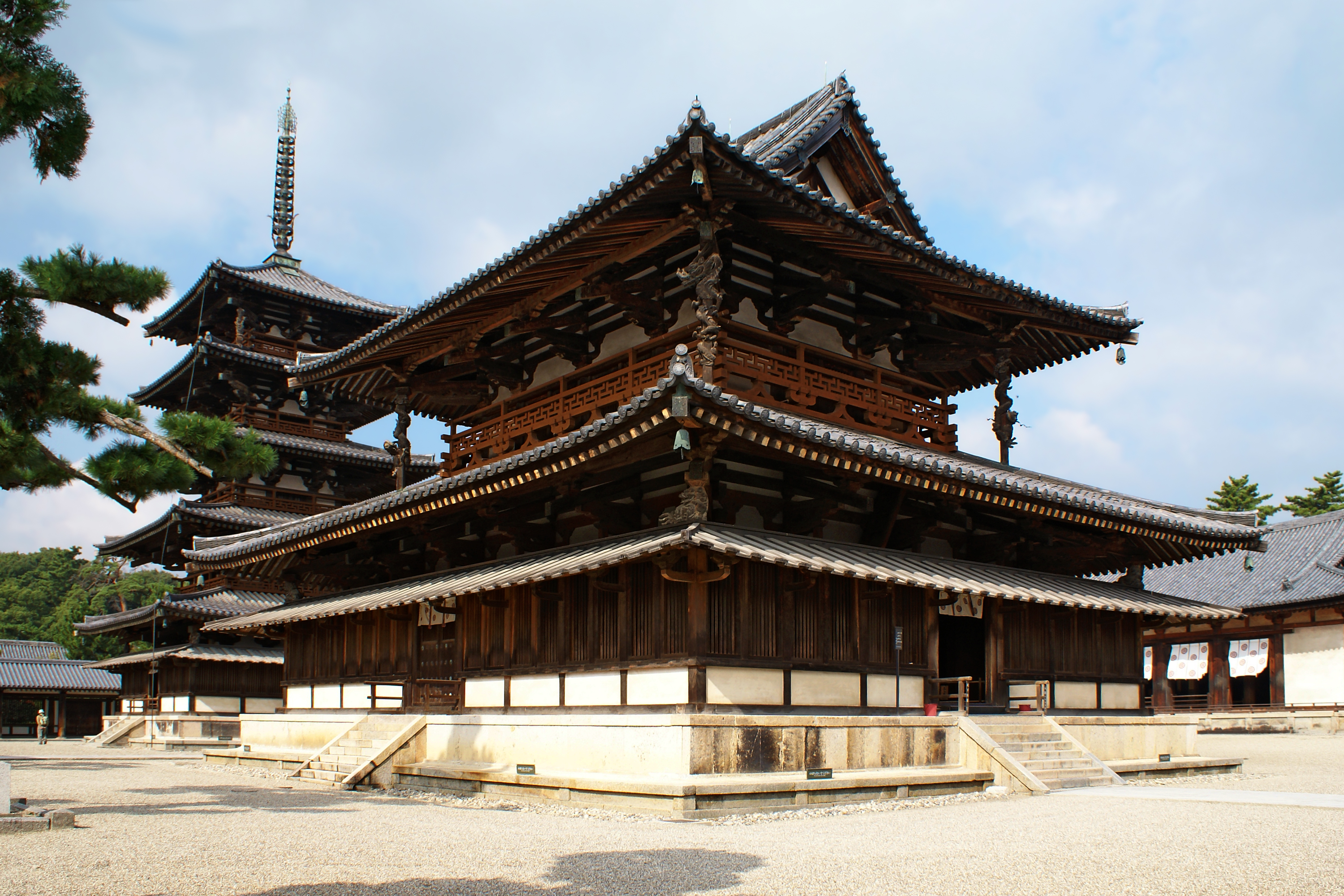
Hōryū-ji هوريو-جي، أعلى معبد في منطقة شوتوكو Shōtoku.

في عهد ياماتو كان اليابانيون يعتبرون أرخبيلهم أرضا مقدسة. واعتمدوا على الصين في استيراد الكثير من الأشياء وحتى الأفكار والديانات كـالطاوية، البوذية، وطقوس الكونفوشيوسية. حيث قاموا بنسخ الأشياء، وفرزها، وتحسينها حتى أصبحت أفضل في أحيان كثيرة من الأشياء الأصلية الصينية. والميزة التي تميز بها اليابانيون في هذا الشأن هي تكييفهم لكل ما جاءهم من الصين حسب عاداتهم وتقاليدهم.
وفقًا لنيهون شوكي، تلقى الإمبراطور كيمي في عام 552 من سيونج ميونج، ملك كودارا الكوري، تمثالًا ذهبيًا لشاكا (يمثل شاكياموني) وعدة لفات من الكتب البوذية. ورافق الملك الهدايا بخطاب يمجد مزايا البوذية. ومع ذلك، فإن صحة هذه الرسالة مشكوك فيها، لأن الترجمة الصينية لها ستظهر لاحقًا. وتشير التقديرات إلى أن البوذية تم ادخالها إلى اليابان قبل ذلك بوقت طويل من 552م.
في ضوء أهمية مثل هذه الهدايا، جمع الإمبراطور ثلاثة من مستشاريه، لتقرير ما ينبغي عليهم فعله. أراد سوجا نو إنام قبول دخول البوذية، بينما كان مونونوبي نو أوكوشي وناكاتومي نو كاماكو معارضين لهذا الدين الجديد خوفًا من انتقام الـكامي. ومع ذلك، قرر الإمبراطور أن يجرب البوذية؛ فأنشأ لها سوجا ديرًا في منزله، وضع فيه التمثال. ولكن سرعان ما اندلع وباء ما دفعه أن يأمر مونونوبي وناكاتومي بالتخلص من التمثال بإلقائه في القناة، وأحرقوا الدير؛ ومع كل ذلك، أصبح الوباء أقوى واندلع حريق داخل القصر الإمبراطوري. لذلك سارعا لاسترداد التمثال من القناة، وتم القضاء على الوباء واطفاء الحريق.
ومع ذلك، سيكون بفضل الإمبراطور Yōmei، وخاصة بفضل ابنه شوتوكو تايشي بأن تتواجد البوذية نهائيا في اليابان. في الواقع، قام شوتوكو بالتعليق على العديد من نصوص السوترا البوذية وأنشأ العديد من الأديرة البوذية وعند وفاته كان تعداد ما أنشأه 46 ديرا.
في عام 592، بعد الصراع من أجل النفوذ مع ديانة الـشنتو ديانة الأجداد، أعلنت البوذية كدين رسمي الدولة.
انتشرت البوذية أولا في الطبقات الاجتماعية المهيمنة قبل الوصول إلى العوام، لأن تعاليمها الصعبة نسبيًا لا يمكن فهمها من قبل جميع السكان غير المتعلمين في اليابان في تلك الحقبة.

### حقبة نارا
خلال فترة نارا، ظهرت مدارس بوذية تسمى « المدارس الست لعاصمة الجنوب» (南都六宗 Nanto roku shū، نارا كنت تلقب بعاصمة الجنوب في ذلك الوقت):
- **مدرسة هوسو (دارمالاكسانا فيجنانادافا).
- **مدرسة جوجيتسو (مؤسسة على مذهب ساتياسيذي-ساسترا لهاريفارمان).
- **مدرسة كيغون (مؤسسة على مذهب سوترا أفاتام ساكا).
- **مدرسة كوشا (مؤسسة على مذهب أبيدارماكوسا لفاسولباندو).
- **مدرسة ريتسو (مؤسسة على شعائر فينايا)
- **مدرسة سانرون (وتسمى أيضًا مدرسة الفراغ، بناءً على ثلاثة أنواع أساسية من المذيماكا).

### فترة هييان
خلال فترة هييان، تم تأسيس تيارين جديدين من قبل الرهبان العائدين من الصين.
- **شينجون Shingon: أسسها كوكاي Kūkai (كوبو-Daishi) الذي زار الصين في 804 وأحضر معه مذهب فاراسيخارا سوترا الذي ربطه بتانترا فيروكانا وجعلها أساسا لتعليمه.
- ** تنداي Tendai، مشتقة من مدرسة tiantai الصينية (أو Tien Tai، «الشرفة السماوية»، اسم المكان الذي تأسست فيه)، استنادًا إلى سوترا سادارما بونداريكا أو سوترا اللوتس، بعد رحلة سايشو (كوغيو دايشي).

### حقبة كاماكورا
في هذه الفترة ظهر مبدأ الزن Zen القادم من الصين وتم نشره في اليابان: الرِنزاي من طرف الراهب إيساي (1215-1141) والسوتو من طرف الراهب دوجن (1200-1253).
ولد تياران مستوحيان من الوسطية الصينية: مدرسة جودو تحت قيادة هونن (1133-1212)، وهو كاهن من مدرسة تينداي ومدرسة جودو شين (مدرسة الأرض الطاهرة الحقة) تأسست على يد تلميذ هونن؛ شينران Shinran (1173- 1263). ثم جاء تطوير مدرسة Yūzū nenbutsu التي أنشأها راهب آخر Tendai Ryōnin (1072-1132)، ومدرسة Ji التي أسسها Ippen (1234-1289)، وهو راهب من مدرسة Jōdo.
في الوقت نفسه، تطورت بوذية النشيرين (التي سميت باسم مؤسسها Nichiren)، وأرادت العودة إلى الممارسة التي ركزت فقط على مبدأ سوترا اللوتس Lotus Sutra ، التي اشتهرت في عهد هييان Heian من قبل مدرسة تينداي Tendai.
بينما شهد مذهب الشوعيندو Shugendō، ظهور طريق الزاهدون في الجبال (yamabushi) وشهدت هذه الفترة تطورا وتوفيقا هامين بين الديانتين البوذية والشنتوية..

### حقبة ايدو
خلال فترة ايدو تطورت مدرسة خاصة للزن تحت اسم أوباكو Ōbaku، أسسها معلم تشان صيني شهير يدعى Yinyuan Longqi (أو Ingen Ryuki)، وتلميذه Muyan الذي فر من الصين عند سقوط سلالة Ming أمام سلالة تشينغ Dynastie Qing. أوباكو هو نسخة لاسم جبل هوانغبو في فوجيان، حيث كان ينيوان رئيسا للدير هناك، ونسخة أيضًا لاسم معلم لينجي (مؤسس رينزاي)، هوانغبو شيون، الذي استقر هناك. اعتبر ممارسو الأوباكو أنفسهم من تلاميذ لينجي، وفي الوقت نفسه أدرجوا في ممارساتهم، شعائر بوذية الأرض الطاهرة وعناصر مستمدة من البوذية الباطنية الصينية (Mi Zong).

### الفترة المعاصرة
في السنوات الأخيرة، شهدت اليابان تطورا هاما [[Shinshūkyō|حركات دينية جديدة (新宗教 shinshūkyō) ) . يمكننا تصنيف المدارس التي استلهمت من البوذية في فئات مختلفة.

## المعابد
تسمى المعابد البوذية tera، تيرا (寺، يقرأ أيضا "جي") أو jiin جيين (寺院) باللغة اليابانية. استحوذت الحكومة اليابانية على 76 000 معبدعام 2005.

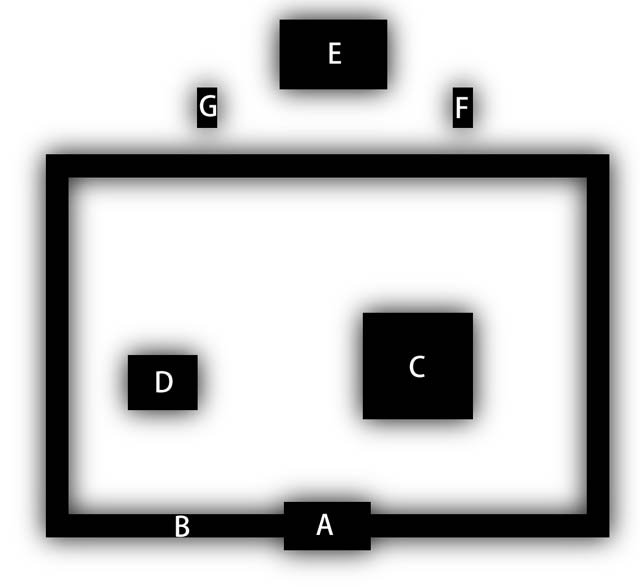
لقطة من معبد Hōryū-ji.

## المذكرات والمراجع
- هذه المقالة مترجمة جزئيا أو كليا من مقالة  ويكيبيديا اليابانية معنونة (باليابانية) «日本の仏教» (طالع قائمة المشاركين في التحرير)

1. ↑  "معلومات عن البوذية في اليابان على موقع universalis.fr". universalis.fr. مؤرشف من الأصل في 2019-07-25.
2. ↑  "معلومات عن البوذية في اليابان على موقع getty.edu". getty.edu. مؤرشف من الأصل في 2020-10-27.

- المعابد البوذية في اليابان
- الدين في اليابان
  - شنتو
  - الأديان الجديدة اليابانية
- البوذية
  - آلهة البوذية اليابانية
- نينجو

### قائمة المراجع
- (بالإنجليزية) Bunyiu Nanjio ، تاريخ قصير للطوائف البوذية اليابانية في القرن العشرين ، طوكيو، بوكيو-شو-إي-ياكو-شوبان-شا 1886 Internet Archive
- (بالإنجليزية) Daigan ماتسوناغا، أليسيا ماتسوناغا، مؤسسة البوذية اليابانية، المجلد. 1: العصر الأرستقراطي ، لوس أنجلوس، طوكيو: الكتب البوذية الدولية (ردمك 0-914910-26-4)
- (بالإنجليزية) Daigan ماتسوناغا، أليسيا ماتسوناغا، مؤسسة البوذية اليابانية، المجلد. 2: الحركة الجماهيرية (فترات كاماكورا وموروماتشي) ، لوس أنجلوس، طوكيو: الكتب البوذية الدولية، 1996 (ردمك 0-914910-28-0)
- René Sieffert (juin 2000). Les religions du Japon. بلون. ISBN:2-7169-0322-0. {{استشهاد بكتاب}}: تحقق من التاريخ في: |تاريخ= (مساعدة)  René Sieffert (juin 2000). Les religions du Japon. بلون. ISBN:2-7169-0322-0. {{استشهاد بكتاب}}: تحقق من التاريخ في: |تاريخ= (مساعدة)  René Sieffert (juin 2000). Les religions du Japon. بلون. ISBN:2-7169-0322-0. {{استشهاد بكتاب}}: تحقق من التاريخ في: |تاريخ= (مساعدة)
- (بالإنجليزية) يوشيرو تامورا، البوذية اليابانية، تاريخ ثقافي، كوسي شركة النشر، 2005 (ردمك 4-333-01684-3)